# Holcopasites stevensi
Holcopasites stevensi là một loài Hymenoptera trong họ Apidae. Loài này được Crawford mô tả khoa học năm 1915.